# مكتب أمامي
المكتب الأمامي هو جزء من الشركة الذي يُتصل فيه بالزبائن مثل أقسام التسويق والمبيعات والخدمة. المصطلح له معنى أكثر تحديدًا في القطاعات المختلفة. ويُقابله المكتب الخلفي.